# 14 Batalion Ułanów Jazłowieckich

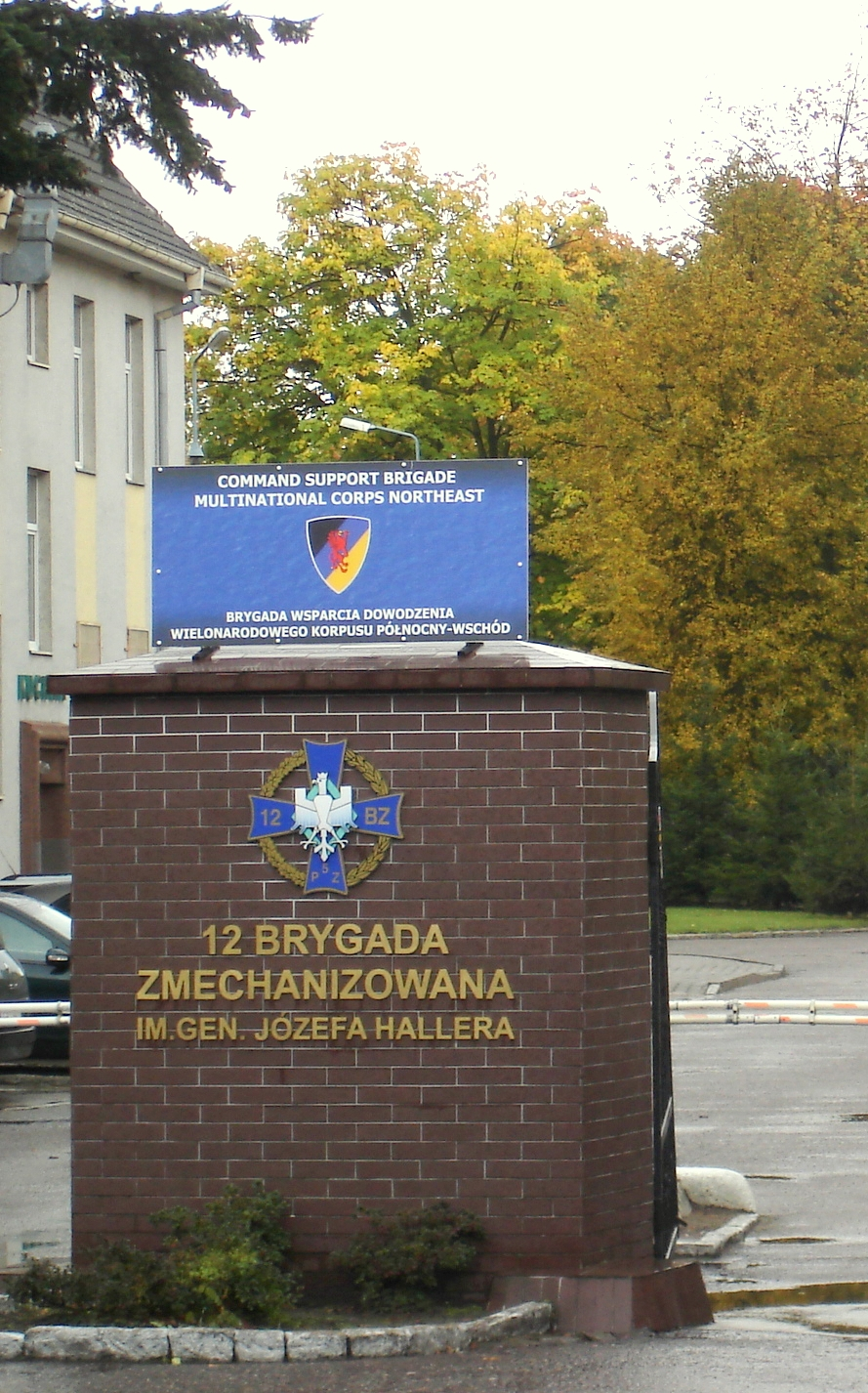
12 BZ w Stargardzie

14 batalion Ułanów Jazłowieckich (2 batalion piechoty zmotoryzowanej) (2 bpzmot) – pododdział wojsk zmotoryzowanych Sił Zbrojnych Rzeczypospolitej Polskiej.

## Formowanie i zmiany organizacyjne
W 1995 roku, na bazie 1 batalionu czołgów 9 pułku zmechanizowanego, zorganizowany został 1 batalion czołgów nowo powstałej 6 Brygady Pancernej. W 1996 roku 6 Brygadę Pancerną przemianowano na 6 Brygadę Kawalerii Pancernej, a batalion nadal pozostawał w jej składzie.
W pierwszym półroczu 2007 roku rozformowano 6 Brygadę Kawalerii Pancernej, z jednoczesnym przekazaniem 1 batalionu czołgów do 12 Brygady Zmechanizowanej, który wkrótce potem został przeformowany na 2 batalion zmechanizowany. W tym samym roku, na bazie 2 bz 12 Brygady Zmechanizowanej sformowany został 2 batalion piechoty zmotoryzowanej. Początkowo batalion posiadał w swojej strukturze trzy kompanie, w roku 2007 dodano czwartą kompanię piechoty zmotoryzowanej.
W 2012 i 2014 roku 2 batalion piechoty zmotoryzowanej jako pierwszy w Wojskach Lądowych pełnił dyżur w ramach Sił Odpowiedzi NATO.

## Tradycje
Już 1996 roku 1 batalion czołgów 6 BKPanc przejął tradycję i imię 14 pułku Ułanów Jazłowieckich. Dokumenty przejęcia tradycji z rąk prezesa Koła Pułkowego w Londynie otrzymał ówczesny dowódca batalionu kpt. Waldemar Janiak.
19 lipca 2002 w koszarach 6 Brygady Kawalerii Pancernej odbyła się ceremonia przekazania proporca 14 batalionu Ułanów Jazłowieckich dla 1 batalionu czołgów, będącego kopią sztandaru 14 pułku Ułanów Jazłowieckich ufundowanego przez członków Rodziny Jazłowieckiej koła Londyńskiego.
Decyzją Ministra Obrony Narodowej nr 349/MON z 3 sierpnia 2007 2 batalion piechoty zmotoryzowanej przejął dziedzictwo tradycji, barwy i symbolikę 14 pułku Ułanów Jazłowieckich, otrzymał nazwę wyróżniającą 14 batalion Ułanów Jazłowieckich.

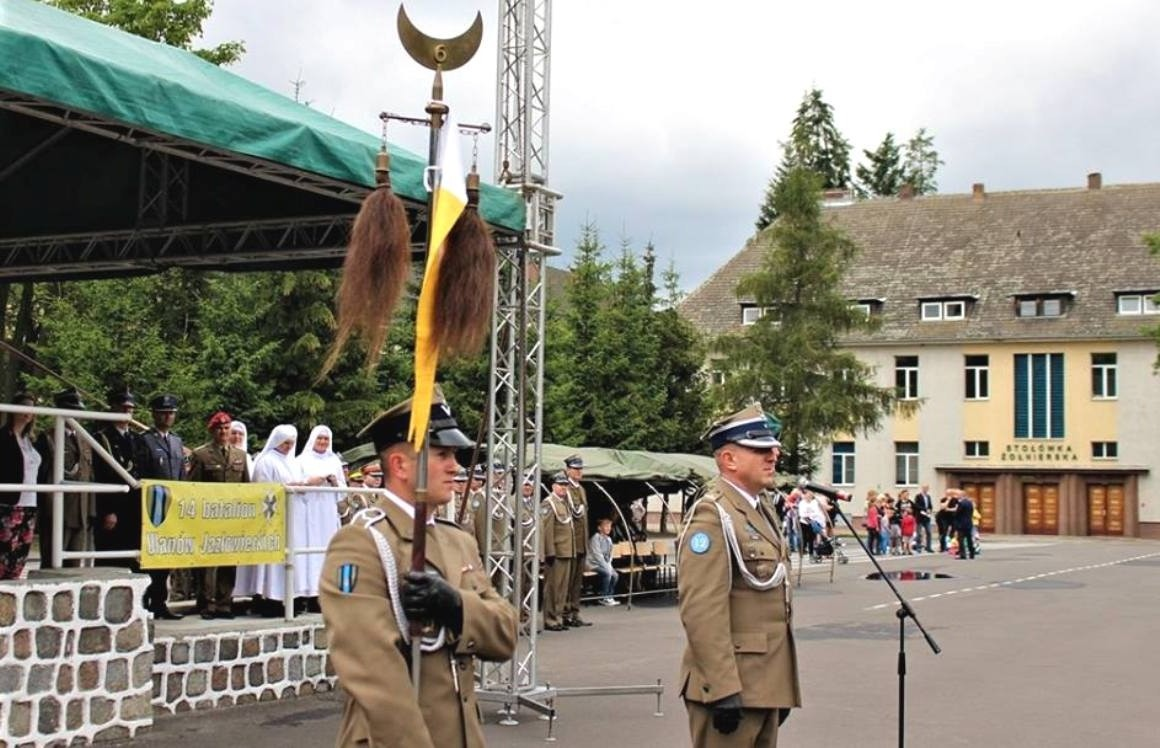
Buńczuk dla 2kzmot

9 stycznia 2008, podczas uroczystego pożegnania X zmiany PKW Irak, w 12 Brygadzie Zmechanizowanej odbyło się utożsamienie 2 batalionu piechoty zmotoryzowanej z 14 pułkiem Ułanów Jazłowieckich, połączone z przeniesieniem Orderu Wojennego Virtuti Militari na proporzec pododdziału. Przeniesienia dokonał kanclerz Kapituły Orderu Wojennego Virtuti Militari gen. bryg. Stanisław Nałęcz-Komornicki. W uroczystości udział brali minister obrony narodowej, szef sztabu generalnego, wojewoda zachodniopomorski, oraz liczni goście.
11 lipca 2017 reaktywowana została tradycja wyróżnienia najlepszego pododdziału batalionu buńczukiem przechodnim. Za całokształt działalności służbowej buńczuk w 2017 otrzymała 2 kompania piechoty zmotoryzowanej.

## Symbole batalionu

### Oznaka rozpoznawcza
Decyzją Ministra Obrony Narodowej nr 635/MON z 31 grudnia 2007 wprowadzono oznakę rozpoznawczą batalionu.

### Proporzec batalionu
17 grudnia 2010 roku w koszarach 12 Brygady Zmechanizowanej w Stargardzie Szczecińskim odbyło się uroczyste przekazanie obowiązków dowódcy 2 batalionu piechoty zmotoryzowanej imienia 14 batalionu Ułanów Jazłowieckich wraz z ceremonią przekazania proporca 14 batalionu Ułanów Jazłowieckich.

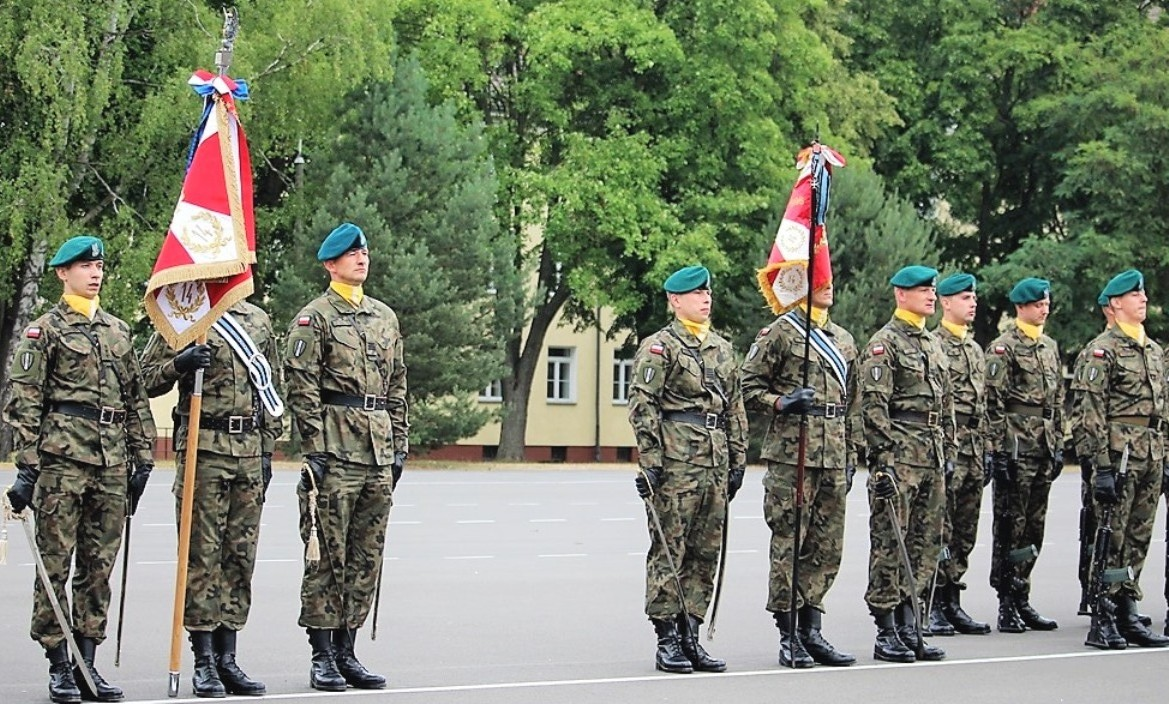
Replika sztandaru i proporzec 2bzmot

Płatem proporca z obu stron jest tkanina biała w kształcie kwadratu o wymiarach 75x75 cm, na której znajduje się krzyż kawalerski wykonany z tkaniny czerwonej. Na ramionach krzyża wyszyte są złotą nicią daty 1918 i 1996. Barwy sztandaru są białe i czerwone, ustalone dla barw Rzeczypospolitej Polskiej. Z obu stron sztandaru pośrodku krzyża kawalerskiego, w czerwonym kręgu, znajdują się dwie gałązki wawrzynu, ułożone w kształcie wieńca otwartego, w górnej części haftowane złotym szychem. Na stronie głównej w środku wieńca umieszczony jest napis „Honor i Ojczyzna” w kolorze złotym. Pomiędzy ramionami krzyża kawalerskiego, w rogach płatu, są umieszczone wieńce wawrzynu, a w ich polach liczba „14” będąca numerem 14 Pułku Ułanów Jazłowieckich. Cyfra i wieńce haftowane są złotym szychem. Na stronie odwrotnej, pośrodku wieńca umieszczony jest wizerunek Matki Boskiej Jazłowieckiej wykonany srebrną nicią. Pomiędzy ramionami krzyża kawalerskiego, w rogach płatu, są umieszczone wieńce wawrzynu, a w ich polach liczba „14” będąca numerem 14 Pułku Ułanów Jazłowieckich.

### Tytuł honorowy „Przodujący Pododdział Wojsk Lądowych”
W dniu 9 lutego 2011 roku dowódca Wojsk Lądowych, generał broni Zbigniew Głowienka podczas odprawy rozliczeniowo-koordynacyjnej z dowódcami podległych jednostek i kierowniczą kadrą Wojsk Lądowych wręczył akt nadania tytułu honorowego „Przodujący Pododdział Wojsk Lądowych” dla dowódcy 2 batalionu piechoty zmotoryzowanej imienia 14 batalionu Ułanów Jazłowieckich, podpułkownika Ryszarda Rosnera.

### Odznaka pamiątkowa
Odznaka wykonana z oksydowanego metalu, częściowo pokrytego emalią. Podstawą odznaki jest krzyż maltański 14 pułku Ułanów Jazłowieckich. W środkowej części odznaki umieszczona jest miniatura krzyża Virtuti Militari w kolorze srebrnym. Pod krzyżem maltańskim umieszczony jest okrąg w kolorze metalu ze stylizowanymi literami J, U, oraz data 1996. Wymiary odznaki: 55×55 mm.
Oznaki rozpoznawcze

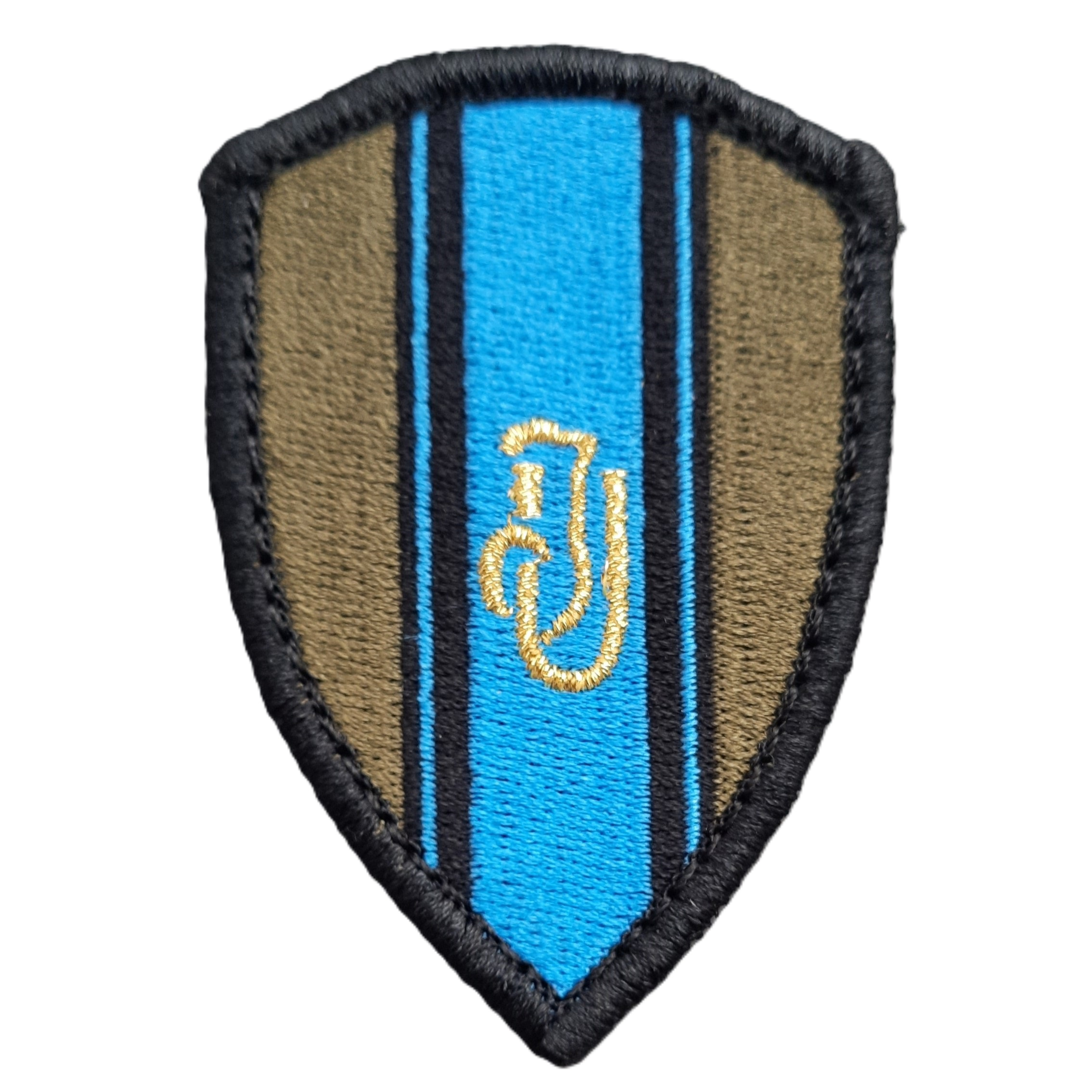
Oznaka rozpoznawcza na mundur wyjściowy
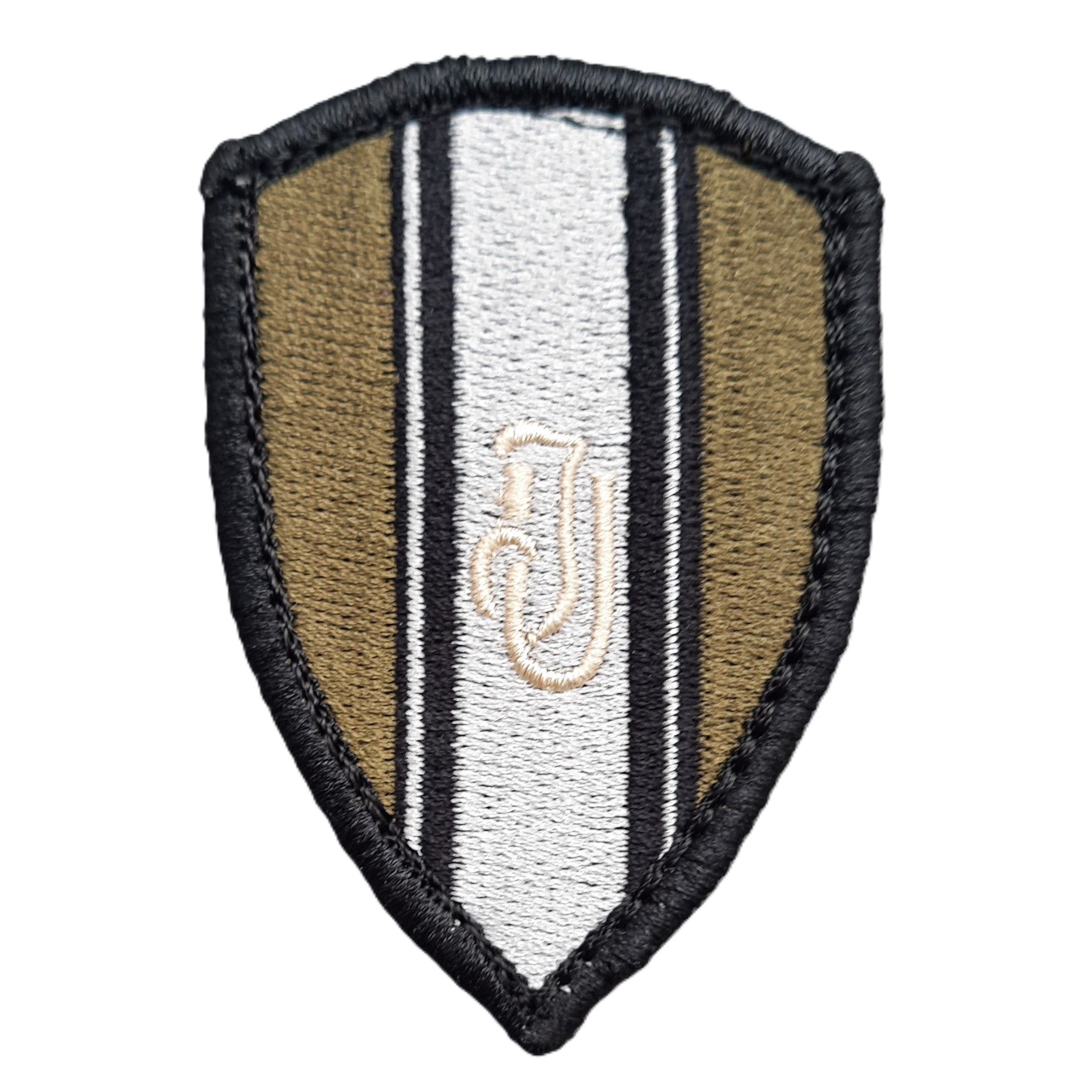
Oznaka rozpoznawcza na mundur polowy

### Replika sztandaru
7 lipca 2018 w koszarach 12 Brygady Zmechanizowanej, podczas uroczystości związanej z obchodami święta 2 batalionu piechoty zmotoryzowanej, dowódca 12 Szczecińskiej Dywizji generał brygady Maciej Jabłoński wręczył replikę sztandaru 14 pułku Ułanów Jazłowieckich dowódcy batalionu ppłk. Piotrowi Balonowi. Replikę ufundował Społeczny Komitet Fundatorów Sztandaru. Obecni byli przedstawiciele województwa zachodniopomorskiego, przedstawiciele władz samorządowych Stargardu, fundatorzy sztandaru, dowódcy batalionów 12 Brygady Zmechanizowanej, przedstawiciele sztabu brygady, przedstawiciele służb mundurowych oraz mieszkańcy miasta Stargard.

## Struktura organizacyjna
- dowództwo i sztab
- kompania dowodzenia
- kompania logistyczna
- 1 kompania piechoty zmotoryzowanej
- 2 kompania piechoty zmotoryzowanej
- 3 kompania piechoty zmotoryzowanej
- 4 kompania piechoty zmotoryzowanej
- kompania wsparcia
- zespół ewakuacji medycznej

## Podstawowy sprzęt, uzbrojenie
2bzmot dysponuje sprzętem i uzbrojeniem:

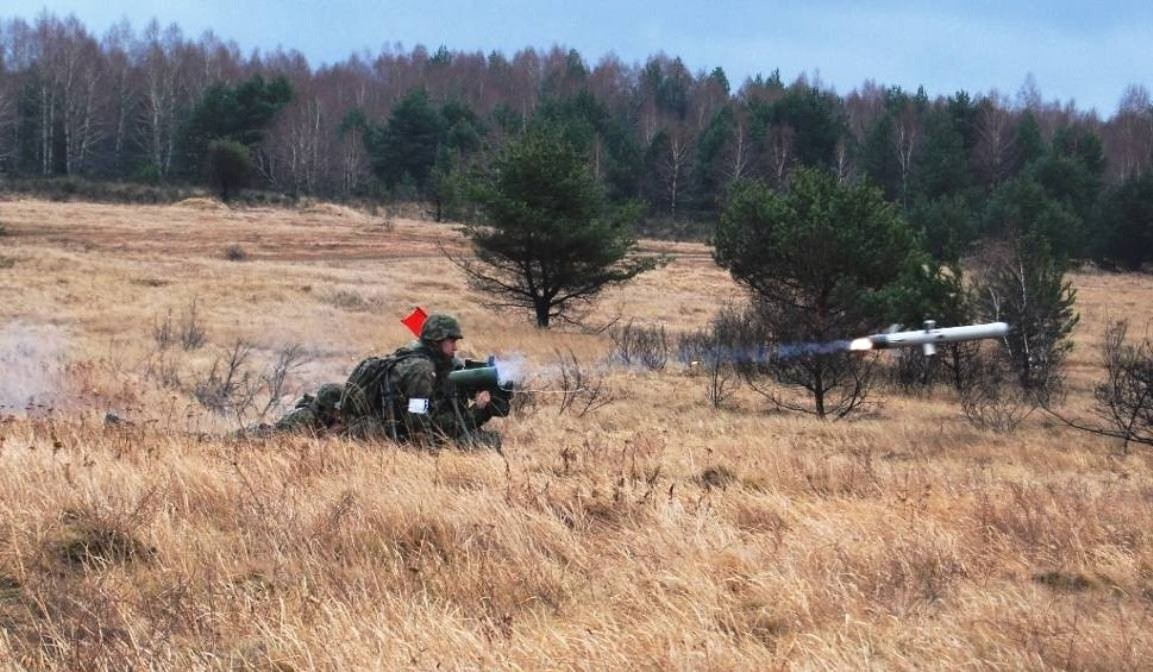
Żołnierze kompanii wsparcia 2bzmot

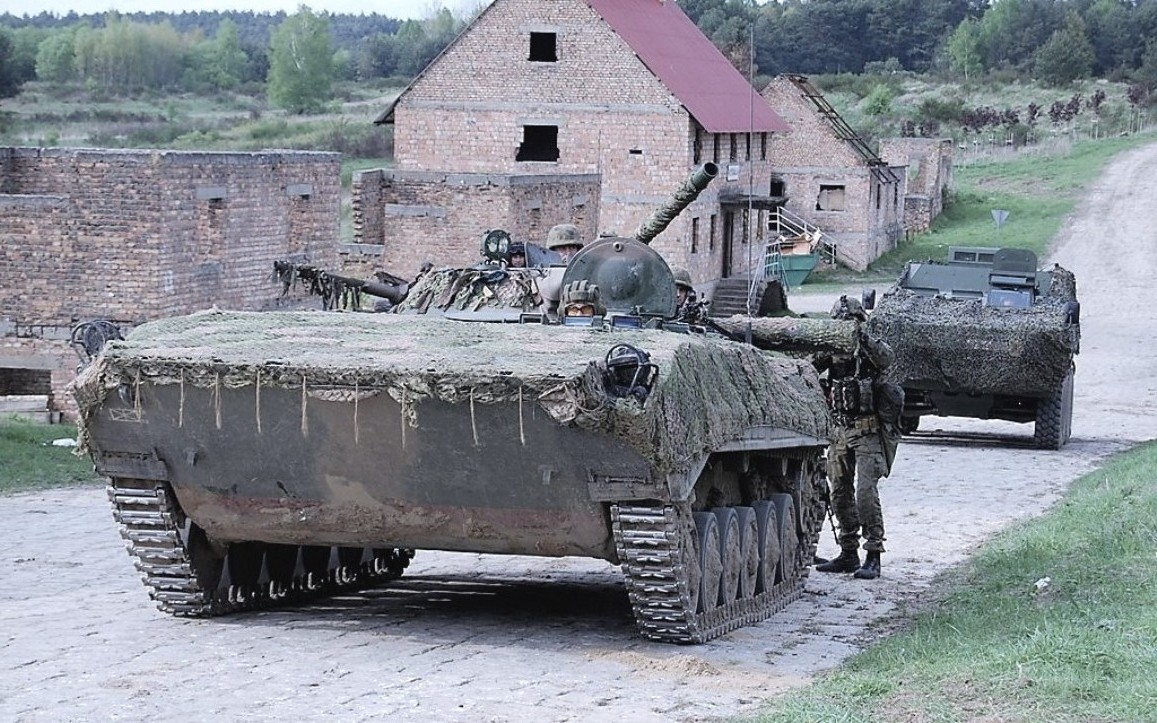
Żołnierze 3kzmot na BWP-1

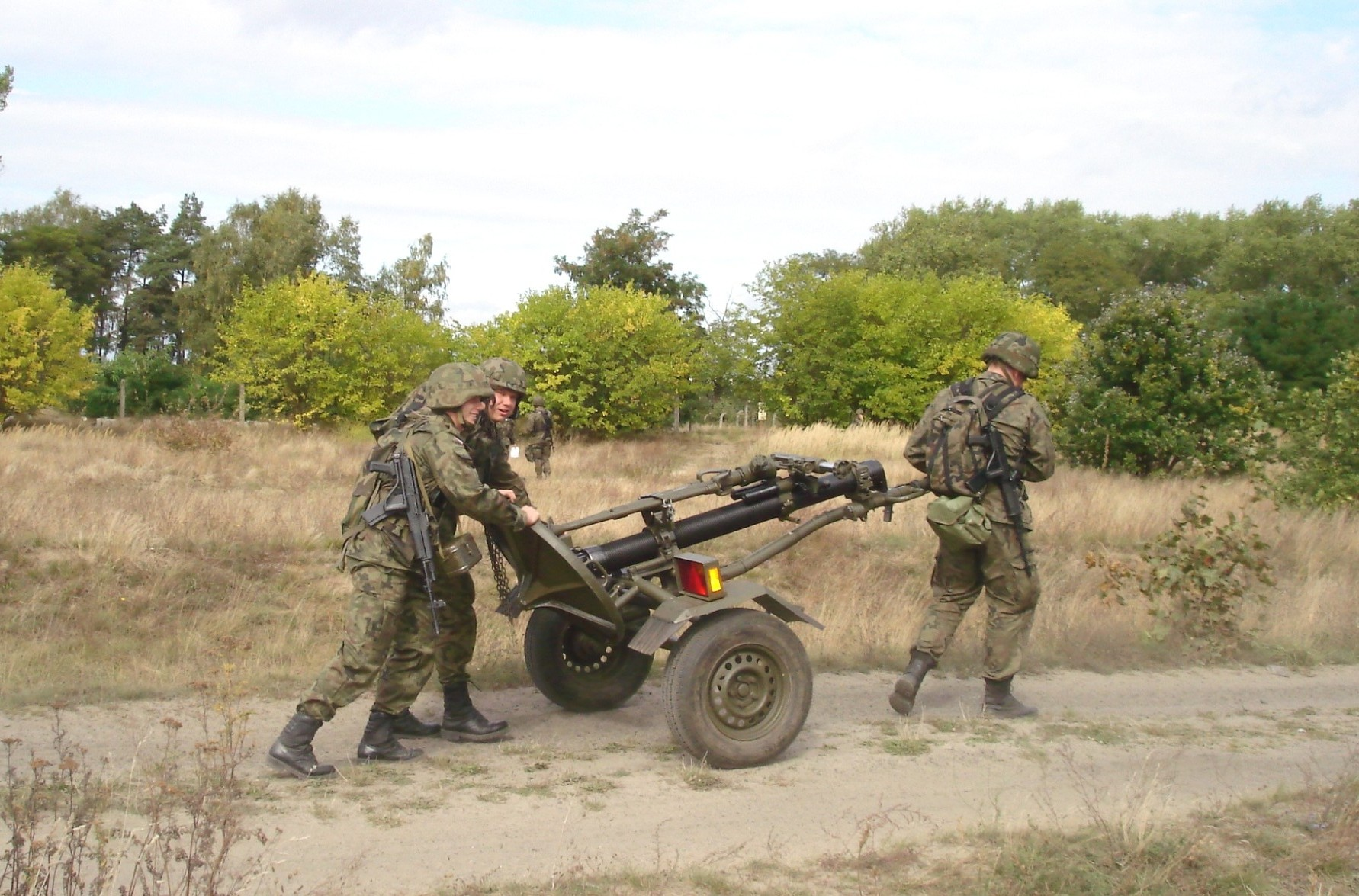
Żołnierze obsługi moździerza z kompanii wsparcia 2bzmot

- 8×8 KTO Rosomak (armata 30 mm, UKM 7,62 mm NATO)[13]
- BWP-1
- osobowo-towarowy samochód terenowy Honker
- quad wojskowy, terenowy
- samochody ciężarowe: Star 266, Star-944?
- samochody Iveco Stralis (o dużej ładowności)?
- samochody Iveco Tracker?
- cysterny wodne Jelcz 662CW
- samochody wysokiej mobilności HMMWV (PKW Irak, PKW Afganistan)?
- wyrzutnie PPK Spike
- przeciwpancerny pocisk kierowany 9M14 Malutka
- moździerze piechoty LM 60 (60 mm)
- moździerze (98mm)
- granatniki automatyczne MK-19 (40 mm)
- ręczny granatnik przeciwpancerny RPG-7
- karabin maszynowy km PK
- 12,7 mm wielkokalibrowy karabin wyborowe wkw
- karabiny wyborowe TRG (7,62 mm), Alex (7,62 mm), Tor (12 mm)
- kbs Beryl (5,56 mm)
- bezzałogowe statki rozpoznawcze (BSR)?
- radiostacje cyfrowe i telefony satelitarne
- hełmy kompozytowe
- kamizelki kuloodporne
- celowniki noktowizyjne
- strzelecki celownik termalny SCT Rubin?
- gogle i systemy GPS

## Wyróżnienia batalionu
- tytuł honorowy i miano przodującego pododdziału Wojsk Lądowych „Przodujący Pododdział Wojsk Lądowych” (2010)[14]
- dowódca ppłk Rafał Ostrowski został wyróżniony przez Ministra Obrony Narodowej wpisaniem zasług do Księgi Honorowej Wojska Polskiego (2011)[15]
- certyfikacja 2bzmot podczas manewrów „Żbik 11" (2011)[16]
- Akt Ufundowania Godła przez Starostę Stargardzkiego dla 14bUŁ (2017)

## Dowódcy batalionu
- ppłk Dariusz Parylak (2002–2004)
- ppłk Krzysztof Stachowiak (2004–2006)
- płk Rafał Ostrowski (2006 – 17 grudnia 2010)
- ppłk Ryszard Rosner (17 grudnia 2010–2012)
- ppłk Paweł Skuza (2012–maj 2017)
- mjr Maciej Paul (cz.p.o. maj–29 sierpnia 2017)
- ppłk Piotr Balon (29 sierpnia 2017 – 23 września 2020)
- ppłk Michał Kostrubiec (od 23 września 2020)
- ppłk Daniel Pawlak (do 10 stycznia 2024)
- ppłk Maciej Szyłkowski (od 11 stycznia 2024)[17]

## Podporządkowanie
- 12 Brygada Zmechanizowana im. gen. broni Józefa Hallera (2006–obecnie)

## Przekształcenia
1. 1 batalion czołgów 9pz (1990-1995) → 1 batalion czołgów 6 Brygady Pancernej (1995) → 1 batalion czołgów 6 Brygady Kawalerii Pancernej (1996-2007) → 1 batalion czołgów 12 BZ (2007) → 2 bz 12 BZ (2007) → 2 bpzmot 12 BZ (2007-obecnie) (14 Batalion Ułanów Jazłowieckich|14 batalion Ułanów Jazłowieckich)